# Casino Sinaia
El Casino Sinaia (en rumano: Cazinoul Sinaia) está situado en el parque "Dimitrie Ghica", Sinaia, en Rumania y fue construido por iniciativa del rey Carol I de Rumania. La construcción comenzó en 1912 y se terminó un año después. El trabajo fue supervisado por el arquitecto Petre Antonescu, quien también fue el autor de los planes. El principal accionista del Casino fue el barón Marçay, que también fue accionista del Casino de Monte Carlo. La inauguración se celebró con fuegos artificiales y un recital de piano de George Enescu, y se convirtió en una gran atracción entre las dos guerras. Después de la toma del poder por los comunistas en la década de 1940, los juegos de azar cesaron y el casino es ahora un centro de conferencias internacional.